# Slovenska republiška liga 1990-1991
La Slovenska republiška nogometna liga 1990./91. (it. "Campionato calcistico della Repubblica di Slovenia 1990-91") fu la quarantatreesima ed ultima edizione del campionato della Repubblica Socialista di Slovenia. Era una delle leghe repubblicane ed era il quarto torneo complessivo e il massimo livello regionale della piramide calcistica jugoslava.
Il campionato venne vinto dal Rudar Velenje, al suo secondo titolo nella slovenia repubblicana.

Questo successo avrebbe dovuto dare ai "minatori" la promozione diretta in Treća Liga 1991-1992.
Il capocannoniere del torneo fu Zlatko Herceg, del Nafta, con 18 reti.

## Avvenimenti
Il campionato fu portato a 16 squadre permettendo una più completa stagione sportiva da trenta settimane di gara.
Da regolamento, avrebbe dovuto essere promossa la vincitrice del campionato e retrocesse nelle leghe regionali (le Območne lige) le ultime due classificate.
Ma il 25 giugno 1991, Slovenia e Croazia hanno dichiarato l'indipendenza dalla Jugoslavia, in seguito a ciò le squadre slovene e croate hanno abbandonato il sistema calcistico jugoslavo per aderire ai nuovi campionati nazionali.
Di conseguenza, la Repubblica Socialista di Slovenia cessa di esistere e nasce la Repubblica di Slovenia ed anche i tornei sportivi escono dal sistema jugoslavo. In ambito calcistico nasce la Prva slovenska nogometna liga (abbreviata in 1. SNL) che raccoglie le migliori squadre della nazione.
In realtà in Slovenia, paese di minor peso in un calcio jugoslavo che era vissuto sulla dicotomia serbo-croata, il passaggio non comportò grossi cambiamenti. La Slovenska liga divenne semplicemente la 1. SNL, inglobandovi le quattro squadre slovene che militano nelle divisioni superiori, mentre le ultime due piazzate retrocessero nella Druga slovenska nogometna liga (2. SNL) come da regolamento originale, sostituite delle due promosse delle Območne lige a cui si aggiunse la vincitrice dei playoff dato che, sempre da regolamento originale, nessuna squadra slovena era retrocessa dalle divisioni nazionali, e quindi si doveva coprire un buco di organico.

## Squadre partecipanti
| Squadra       | Città           | Stagione 1989-90 | Stagione 1989-90   |
| Squadra       | Città           | Pos.             | Divisione          |
| ------------- | --------------- | ---------------- | ------------------ |
| ŽNK           | Lubiana         | 17°              | Treća liga Ovest   |
| Rudar (Ve)    | Velenje         | 2°               | Slovenska liga     |
| Domžale       | Domžale         | 3°               | Slovenska liga     |
| Slovan        | Lubiana         | 4°               | Slovenska liga     |
| Medvode       | Medvode         | 5°               | Slovenska liga     |
| Steklar       | Rogaška Slatina | 6°               | Slovenska liga     |
| Rudar (Tr)    | Trbovlje        | 7°               | Slovenska liga     |
| Elan          | Novo Mesto      | 8°               | Slovenska liga     |
| Partizan      | Žalec           | 9°               | Slovenska liga     |
| Mura          | Murska Sobota   | 10º              | Slovenska liga     |
| Vozila        | Nova Gorica     | 11°              | Slovenska liga     |
| Jadran Dekani | Villa Decani    | 1°               | Območna liga Ovest |
| Naklo         | Naklo           | 2°               | Območna liga Ovest |
| Svoboda       | Lubiana         | 3°               | Območna liga Ovest |
| Nafta         | Lendava         | 1°               | Območna liga Est   |
| Kladivar      | Celje           | 2°               | Območna liga Est   |

## Classifica
|                  | Pos. | Squadra        | Pt | G  | V  | N  | P  | GF | GS | DR  | Verdetto          |
| ---------------- | ---- | -------------- | -- | -- | -- | -- | -- | -- | -- | --- | ----------------- |
|                  | 1.   | Rudar Velenje  | 41 | 30 | 16 | 9  | 5  | 57 | 31 | +26 | in 1. SNL 1991-92 |
|                  | 2.   | Slovan Lubiana | 38 | 30 | 17 | 4  | 9  | 54 | 27 | +27 | in 1. SNL 1991-92 |
|                  | 3.   | Svoboda        | 34 | 30 | 14 | 6  | 10 | 42 | 35 | +7  | in 1. SNL 1991-92 |
|                  | 4.   | NK Lubiana     | 34 | 30 | 12 | 10 | 8  | 46 | 41 | +5  | in 1. SNL 1991-92 |
|                  | 5.   | Nafta          | 33 | 30 | 12 | 9  | 9  | 47 | 36 | +11 | in 1. SNL 1991-92 |
|                  | 6.   | Kladivar Celje | 33 | 30 | 13 | 7  | 10 | 48 | 43 | +3  | in 1. SNL 1991-92 |
|                  | 7.   | Domžale        | 31 | 30 | 9  | 13 | 8  | 34 | 35 | −1  | in 1. SNL 1991-92 |
|                  | 8.   | Naklo          | 29 | 30 | 11 | 7  | 12 | 50 | 40 | +10 | in 1. SNL 1991-92 |
|                  | 9.   | Steklar        | 29 | 30 | 11 | 7  | 12 | 46 | 47 | −1  | in 1. SNL 1991-92 |
|                  | 10.  | Vozila         | 29 | 30 | 10 | 9  | 11 | 33 | 41 | −8  | in 1. SNL 1991-92 |
|                  | 11.  | Mura           | 28 | 30 | 9  | 10 | 11 | 40 | 51 | −11 | in 1. SNL 1991-92 |
|                  | 12.  | Rudar Trbovlje | 27 | 30 | 8  | 11 | 11 | 32 | 38 | −6  | in 1. SNL 1991-92 |
|                  | 13.  | Jadran Dekani  | 26 | 30 | 8  | 10 | 12 | 35 | 40 | −5  | in 1. SNL 1991-92 |
|                  | 14.  | Medvode        | 26 | 30 | 10 | 6  | 14 | 28 | 45 | −17 | in 1. SNL 1991-92 |
|                  | 15.  | Elan (−2)      | 24 | 30 | 9  | 8  | 13 | 37 | 49 | −12 | in 2. SNL 1991-92 |
|                  | 16.  | Partizan Žalec | 16 | 30 | 6  | 4  | 20 | 21 | 51 | −30 | in 2. SNL 1991-92 |
| Fonte: rsssf.org |      |                |    |    |    |    |    |    |    |     |                   |

## Divisione inferiore
| Girone                                             | Vincitore          | 2º posto | 3º posto           |
| -------------------------------------------------- | ------------------ | -------- | ------------------ |
| Območna liga Ovest                                 | Proletarec Zagorje | Primorje | Svoboda Kisovec    |
| Območna liga Est                                   | Beltinci           | Dravinja | Železničar Maribor |
| In grassetto le squadre promosse in 1. SNL 1991-92 |                    |          |                    |

### Spareggio-promozione
| Squadra 1 | Totale | Squadra 2 | Andata     | Ritorno    |
| --------- | ------ | --------- | ---------- | ---------- |
|           |        |           | 16.06.1991 | 23.06.1991 |
| Dravinja  | 2 – 3  | Primorje  | 0 – 1      | 2 – 2      |